# ファズ (曲)
「ファズ」は、MUCCの18枚目のシングル。2007年10月31日発売。発売元はユニバーサルミュージック。

## 概要
- 通常盤・初回限定盤の二種リリース。初回限定盤はDVD付き。
- DVDには「beyond 10th anniversary the brilliant」の特典映像を収録。通常盤にはCD-EXTRAを封入。
- PV監督は野田智雄。
- 「ファズ」は映画「クローバーフィールド/HAKAISHA」の挿入歌に、カップリングの「チェインリング」はテレビ朝日系アニメ『ZOMBIE-LOAN』エンディングテーマにタイアップされた。映画、アニメ共に、MUCCとしては初のタイアップとなる。

## 収録曲

### 通常盤
1. ファズ(4:56)
（作詞：逹瑯、作曲：ミヤ、編曲：浅川真次・Heigo Tani）
  - 「ファズ」とは「歪んだ」という意味。歌詞そのものはタイトルにまったく関係のない恋愛をテーマとしたものだが、MUCC初のテクノやエレクトロニカを取り入れたナンバーとなっている。
  - PVでは「路地裏 僕と君へ」以降封印していたメイクを再び施している。
  - 2017年発売の『殺シノ調べII This is NOT Greatest Hits』にて再録されている。
2. チェインリング(4:09)
（作詞：逹瑯、作曲：SATOち、編曲：ミヤ・岡野ハジメ）
3. 前へ Live ver.(2007/05/01 CLUB CITTA')(5:59)
（作詞：逹瑯、作曲：SATOち、編曲：ミヤ）
4. ファズ electro cruisin' mix(5:59)
（作詞：逹瑯、作曲：ミヤ）
5. CD-EXTRA

### 完全生産限定盤
1. ファズ(4:56)
2. チェインリング(4:09)
3. 前へ Live ver.(2007/05/01 CLUB CITTA')(5:59)
4. ファズ electro cruisin' mix(5:59)